# Štefan Labay
Štefan Labay (* 8. ledna 1954) je bývalý slovenský fotbalista, záložník. Po skončení aktivní kariéry působil jako trenér.

## Fotbalová kariéra
V československé lize hrál za AC Nitra a Jednotu Trenčín. Nastoupil v 83 ligových utkáních a dal 17 ligových gólů.

## Ligová bilance
| Ročník                                   | Zápasy | Góly | Klub            |
| ---------------------------------------- | ------ | ---- | --------------- |
| 1. československá fotbalová liga 1974/75 | 5      | 1    | AC Nitra        |
| 1. československá fotbalová liga 1977/78 | 23     | 4    | Jednota Trenčín |
| 1. československá fotbalová liga 1978/79 | 27     | 4    | Jednota Trenčín |
| 1. československá fotbalová liga 1979/80 | 28     | 8    | Jednota Trenčín |
| CELKEM 1. liga                           | 83     | 17   |                 |